# ورزشگاه چیلدرنز مرسی پارک
ورزشگاه چیلدرنز مرسی (به انگلیسی: Children's Mercy Park) با ظرفیت ۲۵۰۰۰ نفر در شهر کانزاس‌سیتی ایالت کانزاس واقع شده‌است.
این ورزشگاه مخصوص فوتبال بوده و در تاریخ ۲۰۱۱ تأسیس شد و خانه تیم اسپورتینگ کانزاس‌سیتی می‌باشد.
بیمارستان کودکان مرسی اسپانسر مالی عمده این ورزشگاه است.